# Halecium insolens
Halecium insolens är en nässeldjursart som beskrevs av John Fraser 1938. Halecium insolens ingår i släktet Halecium och familjen Haleciidae. Inga underarter finns listade i Catalogue of Life.